# Єзьорко (Підляське воєводство)
Єзьорко (пол. Jeziorko) — село в Польщі, у гміні Пйонтниця Ломжинського повіту Підляського воєводства.
Населення — 593 особи (2011).
У 1975—1998 роках село належало до Ломжинського воєводства.

## Демографія
Демографічна структура станом на 31 березня 2011 року:
|          | Загалом | Допрацездатний вік | Працездатний вік | Постпрацездатний вік |
| -------- | ------- | ------------------ | ---------------- | -------------------- |
| Чоловіки | 305     | 82                 | 200              | 23                   |
| Жінки    | 288     | 73                 | 155              | 60                   |
| Разом    | 593     | 155                | 355              | 83                   |